# Villa di Grotta Marina

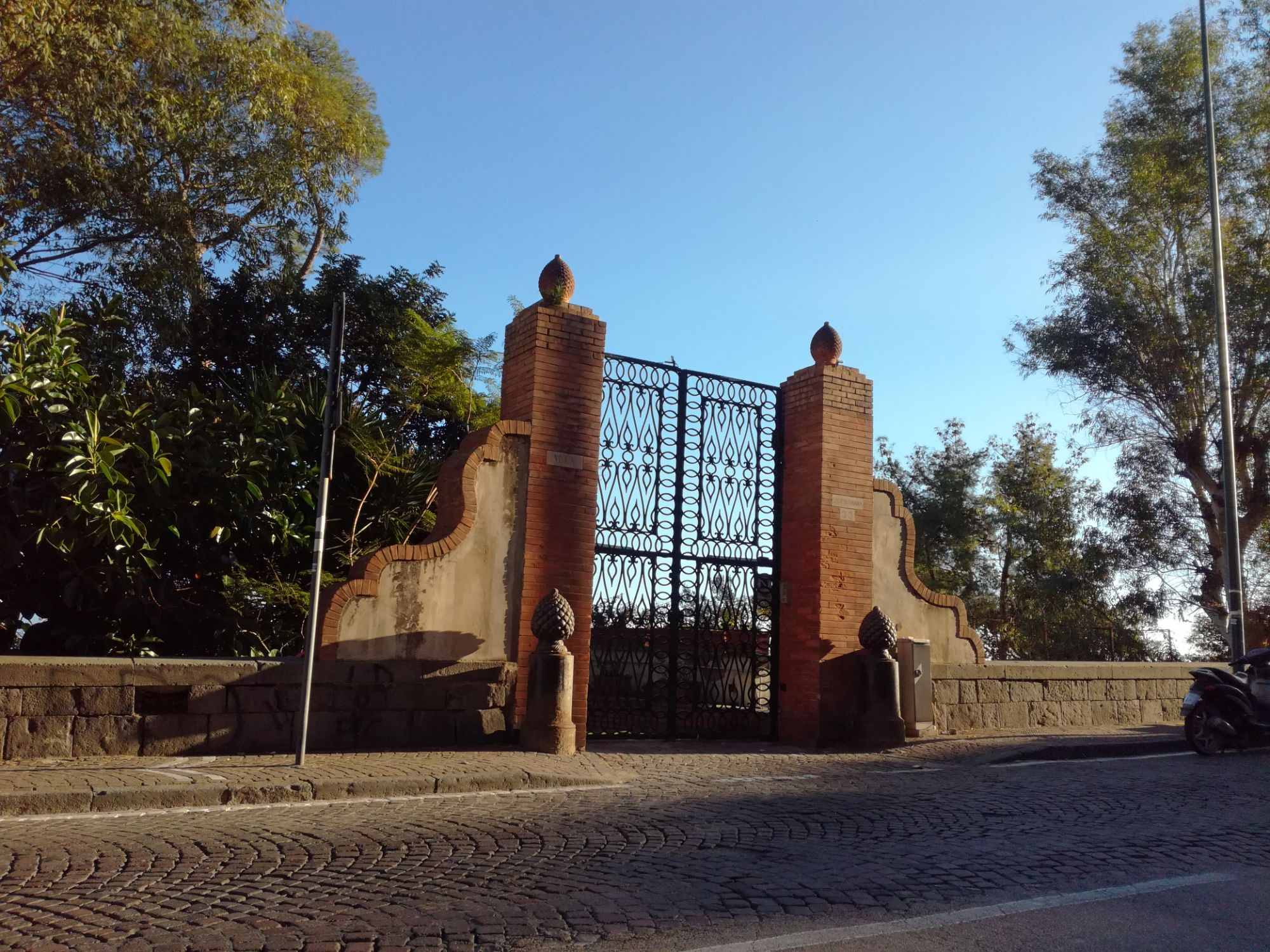
Eingang zur Villa di Grotta Marina in Neapel, Via Posillipo, 33.

Die Villa di Grotta Marina ist ein Landhaus aus dem 17. Jahrhundert im Viertel Posillipo von Neapel in der italienischen Region Kampanien. Es liegt in der Via Posillipo, 33.

## Geschichte und Beschreibung
Wo heute das Landhaus steht, stand im 17. Jahrhundert der Palast des Principe di Colobrano, der dafür berühmt wurde, dass dort Maria Anna von Spanien, die Schwester von König Philipp IV., auf der Reise zu ihrem künftigen Ehemann, dem Kaiser Ferdinand III., weilte.
Später verfiel der Palast, der zu den schönsten in Posillipo gehört hatte. Im 19. Jahrhundert wurde das Gebäude mehrfach umgebaut; viele Teile wurden vollkommen neu gebaut, bis das Gebäude sein heutiges Aussehen erlangte. Seit dieser Zeit dient es als Landhaus.